# Je verdient beter
Je verdient beter is een lied van de Nederlandse rapper KA in samenwerking met de Nederlandse rapper en zanger Willem. Het werd in 2022 als single uitgebracht en stond in hetzelfde jaar als twaalfde track op het album Recklezz van KA.

## Achtergrond
Je verdient beter is geschreven door Ayoub Chemlali, Willem de Bruin en Thijs van Egmond en geproduceerd door Thez. Het is een nummer uit het genre nederhop. In het lied rappen en zingen de artiesten over het einde van een relatie. De liedverteller zingt over dat hij niet meer met de ander wil zijn, maar ook niet zonder haar kan. Hij probeert het denken aan haar te ontvluchten door met vrienden te relaxen en naar feesten te gaan.
Het is niet de eerste keer dat de twee artiesten met elkaar samenwerken. In 2021 stonden ze beiden op de track Oase. De single heeft in Nederland de gouden status.

## Hitnoteringen
De artiesten hadden succes met het lied in de hitlijsten van Nederland. Het piekte op de achttiende plaats van de Nederlandse Single Top 100 en vier weken in deze hitlijst. De Nederlandse Top 40 werd niet bereikt; het kwam hier tot de zesde plaats van de Tipparade.